# Солона карамель
Солона карамель (фр. Caramel salé) — кондитерський виріб, який додають до десертів та напоїв. Готується за особливим рецептом з додаванням солі. В Бретані виготовляється з морської солі, зібраної власноруч («fleur de sel» — «квітка солі»).

## Історія створення
Солона карамель була винайдена в 1977 році французьким кондитером Henri Le Roux в Кібероне, Бретань, у вигляді солоного масла карамелі з подрібненими горіхами (caramel а.о. beurre salé).
Бретань славиться своїми солоними виробами з XIV століття, бо до регіону не застосовувався податок на сіль. 
Коли Ле Ру намагався знайти щось нове і незвичне, щоб його солодощі виділилися серед натовпу, він натрапив на ідею використання знаменитого регіонального солоного масла. Після трьох місяців випробувань рецепт готовий: напівсолона вершкова карамель, до якої додаються волоські горіхи, фундук і подрібнений мигдаль. Першого ріку потік склав 400 кг, другого — 700 кг. 
У 1980 Ле Ру отримав нагороду «Найкращі солодощі Франції» на міжнародній виставці кондитерських виробів. Через рік була зареєстрована назва CBS (Caramel au beurre salé).
В кінці 1990-х паризький шеф-кондитер [П'єр Ерме] представив своє мигдалеве печиво (Макаруни) з солоним маслом і карамеллю. Після того, як авторитетний журнал Gourmet у 2004 році опублікував рецепт солоної карамелі від П'єра Ерме, вона стала широко відомою на весь світ. У 2008 році солона карамель вийшла на масовий ринок, коли її почали продавати Häagen-Dazs і Starbucks. 
Сьогодні у Франції є багато магазинів Henri Le Roux, де відвідувачі можуть скуштувати ці цукерки з солоною карамелі. А щоб відсвяткувати 20-річчя своєї кондитерської, майстер навіть створив найдовшу в світі карамель з солоного вершкового масла довжиною 567,85 метрів і вагою 200 кг.

## Застосування
Солону карамель широко застосовують у кондитерській продукції. Це торти, панкейки, чизкейки, Брауні, печиво, цукерки тощо. Особливо поєднують з морозивом та шоколадом. Солоно карамельний соус — доповнення до багатьох солодких страв. 
Також часто використовують у приготуванні кави (напрк. Раф-кава). У Starbucks розробили низку рецептів з додаванням солоної карамелі.
Компанія William Grant & Sons додала в лінійку виробленої горілки Stolichnaya Premium нову, з ароматом солоної карамелі. Горілка під назвою Stoli Salted Caramel володіє запахом карамельних цукерок і цукру з нотками легкої солонуватий.

## Наукові дослідження
Під керівництвом Університету Флориди вчені випробували солону карамель на 150 щасливих учасниках і виявили, що коли ми куштуємо щось солодке, солоне чи жирне, мозок виділяє героїноподібні хімічні речовини, які називаються ендогенними опіоїдами. Солона карамель містить усі три складові.
Маркетингові аналітики д-р Кеммі Кролік та професор Кріс Янішевський виявили, що вживання солоної карамелі насправді спричиняє рідкісне явище, яке називається «гедоністична ескалація». Гедонічна ескалація частіше трапляється, коли смачна їжа складається із складної комбінації ароматизаторів, і людина вмотивована скуштувати додаткові аромати при кожному наступному укусі. 
Деякі галузеві експерти вважають, що ажіотаж із солоною карамеллю постраждає, оскільки люди постійно хочуть іншого, та її науково підтверджені індигенти, що викликають звикання, означають, що ця популярність буде лише зростати.